# Karel Štoček
Karel Štoček (24. května 1937 – 14. listopadu 2011) byl český fotbalový obránce.

## Fotbalová kariéra
V československé lize hrál za Spartak Motorlet Praha. Nastoupil v 5 ligových utkáních. Gól v lize nedal. Hrál i za Bohemians.

## Ligová bilance
| Ročník                                   | Zápasy | Góly | Minuty | Klub                   |
| ---------------------------------------- | ------ | ---- | ------ | ---------------------- |
| 1. československá fotbalová liga 1963/64 | 5      | 0    | 450    | Spartak Motorlet Praha |
| CELKEM 1. liga                           | 5      | 0    | 450    |                        |